# سانتا ف سبرينغس (كاليفورنيا)
سانتا ف سبرينغس (بالإنجليزية: Santa Fe Springs)‏ هي إحدى مدن مقاطعة لوس أنجليس، كاليفورنيا. تم إعطاءها لقب مدينة في 15 مايو، 1957.

## التركيبة السكانية
حدّد مكتب تعداد الولايات المتحدة بيانات التركيبة السكانية لسانتا ف سبرينغس في تعداد الولايات المتحدة. في ما يلي، التركيبة السكانية حسب تعدادي 2000 و2010.

### تعداد عام 2000
بلغ عدد سكان سانتا ف سبرينغس 17,438 نسمة بحسب تعداد عام 2000، وبلغ عدد الأسر 4,834 أسرة وعدد العائلات 3,779 عائلة مقيمة في المدينة. في حين سجلت الكثافة السكانية 755.5 نسمة لكل كيلومتر مربع (1,956.7/ميل2). وبلغ عدد الوحدات السكنية 4,933 وحدة بمتوسط كثافة قدره 213.7 لكل كيلومتر مربع (553.5/ميل2).
وتوزع التركيب العرقي للمدينة بنسبة 51.22% من البيض و3.89% من الأمريكيين الأفارقة و1.43% من الأمريكيين الأصليين و3.95% من الأمريكيين ذوي الأصول الآسيوية و0.20% من سكان جزر المحيط الهادئ و34.99% من الأعراق الأخرى و4.31% من عرقين مختلطين أو أكثر و71.38% من الهسبانيون أو اللاتينيون من أي عرق.
بلغ عدد الأسر 4,834 أسرة كانت نسبة 47.5% منها لديها أطفال تحت سن الثامنة عشر تعيش معهم، وبلغت نسبة الأزواج القاطنين مع بعضهم البعض 54% من أصل المجموع الكلي للأسر، ونسبة 18.1% من الأسر كان لديها معيلات من الإناث دون وجود شريك، بينما كانت نسبة 6.1% من الأسر لديها معيلون من الذكور دون وجود شريكة وكانت نسبة 21.8% من غير العائلات. تألفت نسبة 18.3% من أصل جميع الأسر من عدة أفراد يعيشون في نفس المنزل ونسبة 11.2% كانت تتألف من شخص يعيش بمفرده يبلغ من العمر 65 عاماً أو أكثر. وبلغ متوسط حجم الأسرة المعيشية 3.35، أما متوسط حجم العائلات فبلغ 3.82.
بلغ العمر الوسطي للسكان 33.1 عاماً. وكانت نسبة 27.9% من القاطنين تحت سن الثامنة عشر، وكانت نسبة 8.7% بين الثامنة عشر والرابعة والعشرين عاماً، ونسبة 26.2% كانت واقعةً في الفئة العمرية ما بين الخامسة والعشرين والرابعة والأربعين عاماً، ونسبة 17.4% كانت ما بين الخامسة والأربعين والرابعة والستين، ونسبة 12.7% كانت ضمن فئة الخامسة والستين عاماً فما فوق. يوجد لكل 100 أنثى 92.6 ذكر، ويوجد لكل 100 أنثى في الثامنة عشر من عمرها فما فوق 87.6 ذكر.
بلغ متوسط دخل الأسرة في المدينة 44,540 دولارًا، أما متوسط دخل العائلة فبلغ 49,867 دولارًا. وكان متوسط دخل الذكور 33,413 دولارًا مقابل 27,279 دولارًا للإناث. وسجل دخل الفرد الخاص بالمدينة 14,547 دولارًا. وكانت نسبة 8% من العائلات ونسبة 12.5% من السكان تحت خط الفقر، وكان من هؤلاء نسبة 14% تحت سن الثامنة عشر ونسبة 7.6% في الخامسة والستين من العمر وما فوق.

### تعداد عام 2010
بلغ عدد سكان سانتا ف سبرينغس 16,223 نسمة بحسب تعداد عام 2010، وبلغ عدد الأسر 4,747 أسرة وعدد العائلات 3,687 عائلة مقيمة في المدينة. في حين سجلت الكثافة السكانية 702.9 نسمة لكل كيلومتر مربع (1,820.5/ميل2). وبلغ عدد الوحدات السكنية 4,976 وحدة بمتوسط كثافة قدره 215.6 لكل كيلومتر مربع (558.4/ميل2).
وتوزع التركيب العرقي للمدينة بنسبة 58.65% من البيض و2.29% من الأمريكيين الأفارقة و1.44% من الأمريكيين الأصليين و4.17% من الأمريكيين ذوي الأصول الآسيوية و0.19% من سكان جزر المحيط الهادئ و29.05% من الأعراق الأخرى و4.22% من عرقين مختلطين أو أكثر و80.98% من الهسبانيون أو اللاتينيون من أي عرق.
بلغ عدد الأسر 4,747 أسرة كانت نسبة 44.1% منها لديها أطفال تحت سن الثامنة عشر تعيش معهم، وبلغت نسبة الأزواج القاطنين مع بعضهم البعض 49.6% من أصل المجموع الكلي للأسر، ونسبة 20.3% من الأسر كان لديها معيلات من الإناث دون وجود شريك، بينما كانت نسبة 7.8% من الأسر لديها معيلون من الذكور دون وجود شريكة وكانت نسبة 22.3% من غير العائلات. تألفت نسبة 18.8% من أصل جميع الأسر من عدة أفراد يعيشون في نفس المنزل ونسبة 11.1% كانت تتألف من شخص يعيش بمفرده يبلغ من العمر 65 عاماً أو أكثر. وبلغ متوسط حجم الأسرة المعيشية 3.38، أما متوسط حجم العائلات فبلغ 3.84.
بلغ العمر الوسطي للسكان 35.3 عاماً. وكانت نسبة 26.4% من القاطنين تحت سن الثامنة عشر، وكانت نسبة 10.9% بين الثامنة عشر والرابعة والعشرين عاماً، ونسبة 26.3% كانت واقعةً في الفئة العمرية ما بين الخامسة والعشرين والرابعة والأربعين عاماً، ونسبة 23% كانت ما بين الخامسة والأربعين والرابعة والستين، ونسبة 13.3% كانت ضمن فئة الخامسة والستين عاماً فما فوق. وتوزع التركيب الجنسي للسكان بنسبة 48.2% ذكور و51.8% إناث.

## توأمة
لسانتا ف سبرينغس (كاليفورنيا) اتفاقيات توأمة مع:
- سانتا في (2 ديسمبر 1960 - )[9]

## أعلام
- لورا بيرغ